# IC 3437
IC 3437 је елиптична галаксија у сазвјежђу Дјевица која се налази на листи објеката дубоког неба у Индекс каталогу.
Деклинација објекта је + 11° 20' 34" а ректасцензија 12h 30m 45,9s. Привидна величина (магнитуда) објекта IC 3437 износи 14,2 а фотографска магнитуда 15,2. IC 3437 је још познат и под ознакама CGCG 70-138, VCC 1308, PGC 41350.